# دهستان فولادلوی شمالی
دهستان فولادلوی شمالی نام دهستانی در بخش هیر شهرستان اردبیل، استان اردبیل در ایران است. براساس سرشماری مرکز آمار ایران در سال ۱۳۸۵، جمعیت آن ۹۲۶۳ نفر (۱۹۲۴ خانوار) بوده‌است.